# Killerby (Durham)
Killerby – wieś w Anglii, w hrabstwie ceremonialnym Durham, w dystrykcie (unitary authority) Darlington. Leży 24 km na południe od miasta Durham i 357 km na północ od Londynu.